# Masato Fujita
Masato Fujita (japanisch 藤田 優人 Fujita Masato; * 8. Mai 1986 in der Präfektur Ōita) ist ein japanischer Fußballspieler.

## Karriere
Fujita erlernte das Fußballspielen in der Universitätsmannschaft der Meiji-Universität. Seinen ersten Vertrag unterschrieb er 2009 bei Tokyo Verdy. Der Verein spielte in der zweithöchsten Liga des Landes, der J2 League. Für den Verein absolvierte er 46 Ligaspiele. 2010 wechselte er zum Zweitligisten Yokohama F. Marinos. Für den Verein absolvierte er fünf Erstligaspiele. 2011 wechselte er zum Zweitligisten Yokohama FC. Für den Verein absolvierte er 34 Ligaspiele. 2012 wechselte er zum Erstligisten Kashiwa Reysol. 2012 gewann er mit dem Verein den Kaiserpokal. 2013 gewann er mit dem Verein den J.League Cup. Für den Verein absolvierte er 52 Erstligaspiele. 2016 wechselte er zum Ligakonkurrenten Sagan Tosu. Für den Verein absolvierte er 75 Erstligaspiele. 2020 wechselte er zum Zweitligisten Ventforet Kofu.

## Erfolge
Kashiwa Reysol
- J.League Cup

Sieger: 2013
- Kaiserpokal

Sieger: 2012